# Minutanemertes alba
Minutanemertes alba är en djurart som tillhör fylumet slemmaskar, och som beskrevs av Senz 1993. Minutanemertes alba ingår i släktet Minutanemertes och familjen Tetrastemmatidae. Inga underarter finns listade i Catalogue of Life.